# Marlise Ludwig
Marlise Ludwig, pseudonimo di Marlise Müller (1º marzo 1886 – Berlino Ovest, 13 marzo 1982), è stata un'attrice teatrale e attrice cinematografica tedesca.

## Biografia
Figlia dell'attore Eugen Ludwig Müller, scelse il secondo nome paterno come pseudonimo.
Nel 1908 debuttò sul palcoscenico a Bochum, ma presto si trasferì a Berlino. Fu attiva in diversi teatri della capitale, e fu attiva anche al cinema, in particolare negli anni trenta e quaranta.
Fu anche una rinomata ed apprezzata insegnante di recitazione: tra i suoi allievi si annoverano Horst Buchholz, Dietrich Hahn, Gottfried John, Klaus Kinski, Vera Tschechowa, Giselle Vesco, Klausjürgen Wussow.
Sposò lo scrittore e sceneggiatore Heinz Oskar Wuttig.

## Filmografia
- Hundstage, regia di Géza von Cziffra  (1944)